# Pollyanna (1960)
Pollyanna is een film uit 1960 onder regie van David Swift. Hayley Mills en Jane Wyman spelen de hoofdrollen. De film is gebaseerd op het boek van Eleanor H. Porter. Mills werd voor haar rol genomineerd voor een BAFTA Award en werd een speciale Academy Award voor kinderen uitgereikt.

## Verhaal
Pollyanna is een jong weeskind dat na de dood van haar ouders bij haar tante Polly in Harrington gaat wonen. Mede door haar goedhartigheid weet ze hier al snel vrienden te maken. Zo schept ze een band op met de hypochrondische Mrs. Snow en kluizenaar Mr. Pendergast.
Wanneer inwoners van de stad plannen bekendmaken over het bouwen van een weeshuis, komt Polly onmiddellijk in opstand. Ze weet echter geen verschil te maken. Een kermis wordt georganiseerd om geld in te zamelen waarmee een huis gebouwd kan worden. Polly verbiedt Pollyanna om naar het feest te gaan, maar haar vriendje Jimmy Bean weet het jonge meisje over te halen om toch stiekem mee te gaan.
Nadat ze een vermakelijke dag heeft gehad op de kermis, keert ze terug naar huis. Om haar tante te ontlopen, klimt ze via een boom naar haar slaapkamer. Ze valt echter en is ernstig gewond. Al gauw blijkt dat haar benen verlamd zijn. De ooit zo levendige Pollyanna vindt dit verschrikkelijk en verliest al haar enthousiasme, wat ooit haar persoonlijkheid kenmerkte. Polly besluit met Pollyanna naar Baltimore te gaan, waar ze een operatie kan ondergaan.
Enkele subplots gaan over de terugkeer van Polly's vroegere liefde Edmund Chilton. Ook volgt de film Polly's dienstmeid Nancy en haar liefje George.

## Rolverdeling
| Acteur          | Personage                |
| --------------- | ------------------------ |
| Hayley Mills    | Pollyanna                |
| Jane Wyman      | Tante Polly              |
| Richard Egan    | Dr. Edmond Chilton       |
| Karl Malden     | Priester Paul Ford       |
| Nancy Olson     | Nancy Furman             |
| Adolphe Menjou  | Mr. Pendergast           |
| Donald Crisp    | Burgemeester Karl Warren |
| Agnes Moorehead | Mrs. Snow                |
| Kevin Corcoran  | Jimmy Bean               |
| James Drury     | George Dodds             |